# 下市駅
下市駅（しもいちえき）は、鳥取県西伯郡大山町上市にある、西日本旅客鉄道（JR西日本）山陰本線の駅である。

## 歴史
- 1903年（明治36年）8月28日：官設鉄道八橋駅（現・浦安駅） - 御来屋駅間延伸時に開設[1]。客貨取扱開始[1]。
- 1909年（明治42年）10月12日：線路名称制定、山陰本線所属となる。
- 1962年（昭和37年）10月1日：貨物取扱廃止[1]。
- 1972年（昭和47年）3月10日：業務委託駅化[2]。
- 1985年（昭和60年）3月14日：荷物扱い廃止[1]、無人駅化[3]。
- 1987年（昭和62年）4月1日：国鉄分割民営化に伴い、西日本旅客鉄道（JR西日本）の駅となる[1]。
- 2020年（令和2年）8月：駅舎内の一部を改修し、喫茶店がオープン[4]。

## 駅構造

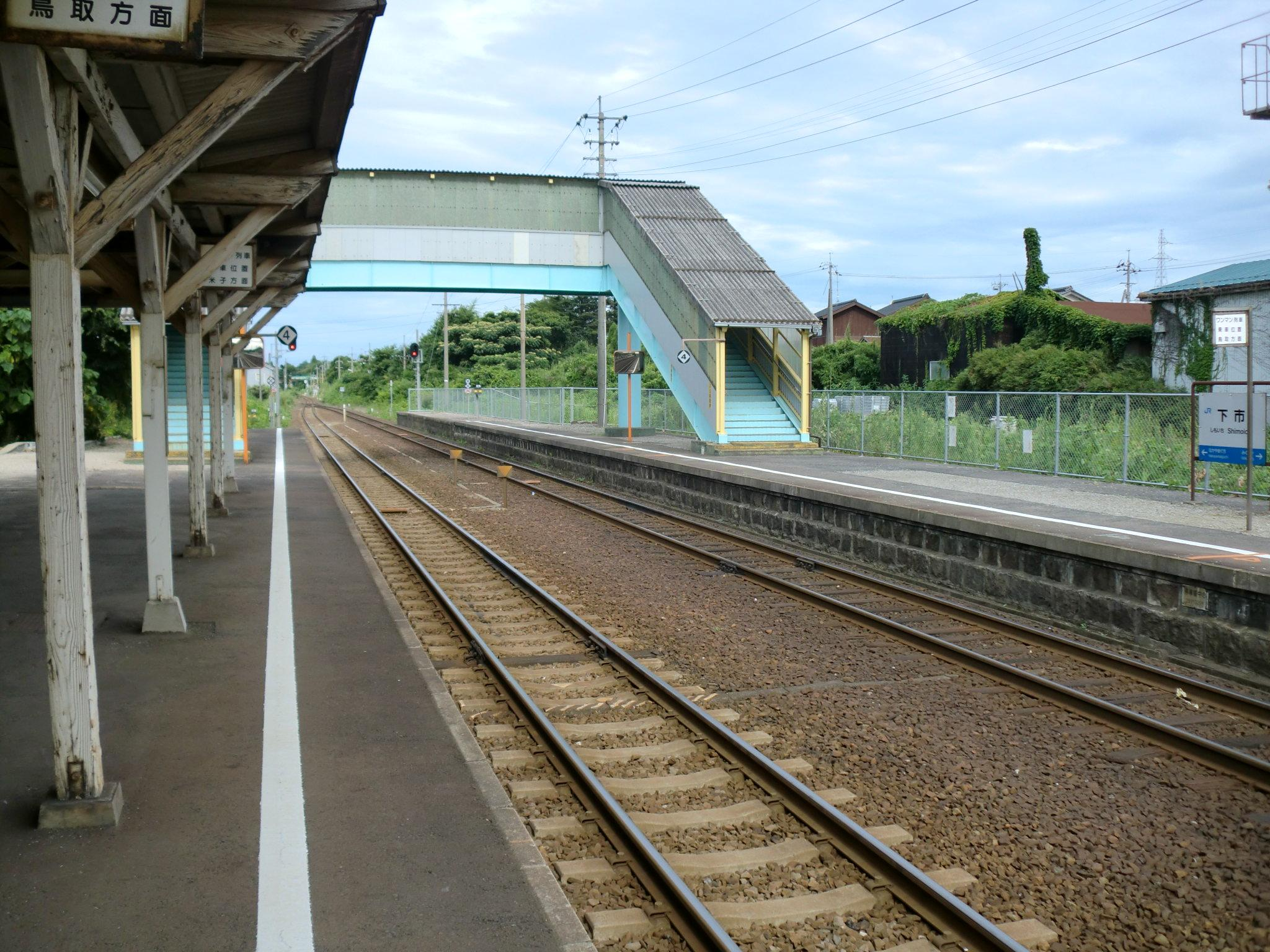
ホーム（2010年8月）

相対式ホーム2面2線を有する列車交換可能な地上駅。木造駅舎を備える。駅舎側1番線を上下本線、2番線を上下副本線とした1線スルーであり、両ホームは跨線橋で連絡している。また、無人駅である。

### のりば
| のりば | 路線     | 方向 | 行先           |
| ------ | -------- | ---- | -------------- |
| 1・2   | 山陰本線 | 上り | 倉吉・鳥取方面 |
| 1・2   | 山陰本線 | 下り | 米子・松江方面 |

付記事項
- 通過列車及び行違いを行わない停車列車は上下線共に1番のりばを通る。
- 反対方向からの通過列車と行違いを行う停車列車は、上下線共に2番のりばに停車する。
- 停車列車同士の行違いの場合は、鳥取方面行（上り）が1番のりば、米子方面行（下り）が2番のりばに入る。
- 1988年3月13日時点では、米子駅 - 当駅間に、平日・土曜に1本（実際は赤碕駅まで延長運転）、日祝日と休校日に1往復区間運転があった[5]。

## 利用状況
| 1日乗降人員推移 | 1日乗降人員推移 |
| 年度            | 1日平均人数     |
| --------------- | --------------- |
| 2011年          | 229             |
| 2012年          | 215             |
| 2013年          | 191             |
| 2014年          | 158             |
| 2015年          | 152             |
| 2016年          | 174             |
| 2017年          | 162             |
| 2018年          | 170             |
| 2019年          | 138             |
| 2021年          | 120             |

## 駅周辺
- 下市郵便局
- 琴浦大山警察署塩津駐在所
- 大山町立中山中学校
- 国道9号
- 1.5㎞ほど西に日本交通の「下市入口」バス停があり、米子駅行きが発着する。[8]

## 隣の駅
西日本旅客鉄道（JR西日本）
 山陰本線
■快速「とっとりライナー」
通過
■普通
中山口駅 - 下市駅 - 御来屋駅